# Гамбіт (балет)
«Гамбіт» (англ. Gambit) або «Гамбіт для танцюристів та оркестру» (англ. Gambit for Dancers and Orchestra) — балет Мерса Каннінгема, поставлений 1959 року.
Балет «Гамбіт» було поставлено під час перебування хореографа Мерса Каннінгема в Університеті Іллінойсу в Урбана-Шампейн, де він знаходився чотири місяці під час навчального року 1956—1957. Керівник відділу танців Маргарет Ерландер запропонувала Каннінгему написати музику до його робіт, і той погодився, замовивши музику в університетських викладачів Чоу Вень-чуна та Бена Джонстона.
Перша назва твору, замовленого у Джонстона, була «Two for One» (укр. Два для одного), але потім її змінили на «Гамбіт», термін з шахових дебютів. Бен Джонстон знаходився у творчій кризі після створення «Септету», і шукав нові композиційні підходи. Він знав, що Каннінгем раніше співпрацював з авангардистом Джоном Кейджем, але не володів принципами алеаторики, тому домовився із хореографом, що спочатку надасть йому ритмічний малюнок композиції, а вже потім — готовий твір.
Джонстон розпочав роботу над «Гамбітом» влітку 1958 року в артколонії Яддо, в Саратога-Спрінгс, штат Нью-Йорк, де отримував дослідницьку стипендію. Спочатку він хотів написати по три прелюдії, інтерлюдії та постлюдії, порядок яких визначався б довільним чином перед початком виступу, але зупинився на двох наборах з прелюдії, інтерлюдії та постлюдії у визначеному порядку, щоб не робити балет занадто довгим. Твір виконувався ансамблем з дванадцяти інструментів: гобой, кларнет, фагот, труба, тромбон, ударні, гітара, фортепіано, скрипка, альт, віолончель, контрабас. Прелюдія 1 та Постлюдія 2 були неокласичними, нагадуючи творчість Ігоря Стравінського, а чотири інших частини написані за допомогою серійної техніки і порівнювалися із творами Антона Веберна.

Костюми для балету «Гамбіт» (фарбовані трико без рукавів). Дизайнер Роберт Раушенберг

Прем'єра «Гамбіту» відбулася на Фестивалі сучасних мистецтв в Університеті Іллінойсу 14 березня 1959 року, разом із балетом на музику Чоу Вень-чуна «З віршів білого каменю» (англ. From Poems of White Stone). Окрім самого Мерса Каннінгема, участь в балеті брали Керолін Браун, Ремі Чарліп, Джудіт Данн, Віола Фарбер та Мерілін Вуд. Дизайнером декорацій та костюмів став американський художник Роберт Раушенберг. Обидва балети йшли два вечори поспіль, і після цього ніколи не виконувалися.

Окрім використання як сценічної музики, Бен Джонстон вважав, що «Гамбіт» може виконуватися як незалежний твір, без танцю. Ця версія отримала назву «Людії для дванадцяти інструментів» (англ. Ludes for twelve instruments). Вперше її було виконано 25 липня 1965 року камерним ансамблем в «літній майстерні» (англ. Summer Workshop) Університету Іллінойсу.
1. Gambit: Interlude 1 на YouTube
2. Gambit: Interlude 1 на YouTube
3. Gambit: Postlude 1 на YouTube
4. Gambit: Prelude 2 на YouTube
5. Gambit: Interlude 2 на YouTube
6. Gambit: Postlude 2 на YouTube

1993 року запис «Гамбіту» у виконанні ансамблю Music Amici вийшов на музичному альбомі творів Бена Джонстона Ponder Nothing.